# Планинска система
Планинска система е понятие от физическата география, с което се означава огромна по размерите си област с ясно изразен планински релеф на дадено място от земната повърхност.
Това е най-мащабното понятие за означаване на орографска обособеност на релефа. Планинската система обединява планински вериги, които са образувани в еднакъв нагъвателен цикъл от тектонските движения. Примери за планински системи са Алпо-Хималайска планинска система в Евразия и Андо-Кордилерска планиска система в Америка.